# Sociedade do Samba
Sociedade do Samba ist eine brasilianische Pagodeband aus Rio de Janeiro.

## Werdegang
Die Band wurde 1994 von Renatinho (Gesang), D. Rain (Keyboard), Marquinhos (Pandeiro), Digo (Surdo) und Kichute (Trompete) während einer Roda de Samba-Veranstaltung  in einer Bar im Stadtteil Lapa in Rio de Janeiro gegründet. Aus einer gelegentlichen Session wurde eine regelmäßige Veranstaltung. Dort wurden sie von Denison das Neves entdeckt, welcher die Gruppe unter Vertrag nahm. Vom ersten Album Dona de Mim wurden bereits 40.000 Stück verkauft und die Songs Não Pedi Para Me Apaixonar, 24 Horas, Nossa Relação und Amor wurden zu großen Erfolgen. Die Band bekam ihre ersten Fanclubs und erreichte weiteres Publikum außerhalb von Rio de Janeiro. Vom Radiosender FM O Dia wurde ihnen der Titel Grupo Revelação do ano de 2002 verliehen. Mit dem zweiten Album veröffentlichte die Sociedade do Samba die Hits Ciume und Distancia. Die Sängerin Perlla nahm zusammen mit Sociedade do Samba das Lied No Rádio auf. Auf ihren Konzerten zeigen Sociedade do Samba ein breites Musikrepertoire von Samba, Pagode Romântico (romantischer Pagode), Pop und Hip-Hop.

## Diskografie
- Dona de Mim (2000)
- Sociedade do Samba (2005)
- E Daí? (2009)
- Sociedade do Samba (2010)